# Geografia d'Alaska
Aquest article tracta sobre la geografia d'Alaska. Alaska és un dels cinquanta estats dels Estats Units. Aquest estat ocupa una península que es troba al nord-oest del continent d'Amèrica del Nord, alhora que s'estén per una estreta franja costanera al llarg del nord de la Colúmbia Britànica, al Canadà. Juntament amb Hawaii és l'únic estat estatunidenc que no té frontera terrestre amb cap altre estat del seu país.

## Situació i característiques principals

Comparació de la superfície d'Alaska respecte als 48 estats contigus

Alaska limita amb el Yukon i la Colúmbia Britànica, Canadà, a l'est, en una frontera que es perllonga durant 2.477 km de llargada [nota francesa]; el golf d'Alaska, que es troba al nord de l'oceà Pacífic, és el límit sud; el mar de Bering, l'estret de Bering i el mar dels Txuktxis la separen de Rússia a l'oest; i el mar de Beaufort i l'oceà Àrtic al nord. Té més quilòmetres de costa que tots els altres estats dels Estats Units junts. Uns 800 km de territori canadenc separen Alaska de l'estat de Washington. Alaska és l'únic estat on la capital només és accessible per vaixell o avió, ja que no hi ha carreteres que connectin Juneau amb la resta del continent.
Alaska és l'estat més gran dels Estats Units, amb 1.717.854 km² dels quals 1.481.305 km² són de terra, cosa que representa el 18,7% del territori estatunidenc i més de tres cops la mida d'Espanya. Per si sol aquest estat és més gran que la resta de nacions sobiranes del planeta a excepció de 18. L'estat s'estén entre els 130 i 173° de longitud W i els 55 i 75 de latitud N, fent que a Alaska hi hagi els punts més a l'oest (illa Attu) i al nord (Barrow) dels Estats Units. L'estat acull més de tres milions de llacs de més de 20 acres (8,1 ha). Els aiguamolls i el permagel cobreixen quasi mig milió de km², principalment en planes del nord, oest i sud-oest.
Segons un estudi del Bureau of Land Management de 1998, al voltant del 65% del territori és propietat del Govern Federal dels Estats Units, que administra els boscos, parcs nacionals i reserves naturals a Alaska. La resta pertany a l'Estat d'Alaska (25%) i a les organitzacions indígenes creades per l'Alaska Native Claims Settlement Act de 1971 (10%).

## Regions
Vegeu també Llista de boroughs i àrees censals d'Alaska
Tot i no estar definides oficialment les fronteres que delimiten les diferents regions d'Alaska, és àmpliament acceptat l'existència de sis regions:
- South Central Alaska és la regió costanera del sud, al golf d'Alaska, i la que acull la població més gran de l'estat. Anchorage i d'altres ciutats en expansió, com Palmer i Wasilla, es troben en aquesta àrea. Amb tot, la regió també acull àmplies zones rurals, majoritàriament deshabitades, al sud de la serralada d'Alaska i l'oest de les muntanyes Wrangell. La indústria petroliera, el transport, el turisme i dues bases militars formen la base de l'economia de la zona.
- Alaska Panhandle, també coneguda com a Sud-est d'Alaska o Inside Passage, és la regió més meridional de l'estat i acull un gran nombre de ciutats importants, entre elles l'actual capital, Juneau; l'antiga capital, Sitka; i Ketchikan. En aquesta regió és on es van establir els primers assentaments no indígenes en els anys posteriors a la compra d'Alaska. La regió està dominada per l'arxipèlag Alexander, el Bosc Nacional de Tongass i diverses glaceres de marea. El turisme, la pesca, la silvicultura i l'administració pública són la base de l'economia.
- Southwest Alaska, o Sud-oest d'Alaska, és una gran regió costanera entre l'oceà Pacífic i el mar de Bering. És poc poblada i no té connexió amb la xarxa de carreteres, però és molt important per a la indústria pesquera. La meitat de tot el peix capturat a l'oest dels Estats Units procedeix del mar de Bering, i la badia de Bristol té la major pesquera de salmó vermell del món. Aquesta regió inclou els parcs nacionals de Katmai i el Llac Clark, així com nombrosos refugis de vida silvestre. La regió comprèn l'oest de Cook Inlet, la badia de Bristol i les seves conques hidrogràfiques, la península d'Alaska i les illes Aleutianes. És coneguda pel clima humit i tempestuós, paisatges de tundra, i grans poblacions de salmons, ossos bruns, caribús, aus i mamífers marins.
- Alaska Interior és la regió més extensa, alhora que majoritàriament deshabitada. Sols destaca Fairbanks, l'única gran ciutat de la regió. Les petites comunitats natives es troben disperses al llarg de carreteres i rius. La geografia ve marcada rius entrellaçats, com el Yukon i el Kuskokwim, la tundra àrtica i grans muntanyes en la seva part meridional, com el Mont McKinley o les muntanyes Wrangell.
- Alaska North Slope és regió que es troba al vessant nord de la serralada Brooks. És la regió més remota i menys poblada de l'estat, que abasta petits llogarets on viu població indígena, com Nome, Bethel, Kotzebue i Barrow, la vila més septentrional dels Estats Units. Els recursos petroliers són la principal font econòmica.
- Les Illes Aleutianes estan formades per més de 300 petites illes volcàniques, que s'estén més de 1.900 quilòmetres en l'oceà Pacífic. La línia internacional de canvi de data esquiva les illes per evitar que tinguin fusos horaris diferents.

## Litoral i hidrologia
La costa d'Alaska és abrupta, amb nombroses serralades costaneres que es capbussen en l'oceà. La transgressió a la fi de la darrera glaciació va provocar un augment del nivell del mar i va formar enormes i profunds fiords. La navegació es fa difícil per la presència de nombroses barreres permanents (illes, esculls) o temporals (icebergs).
Alaska té milers d'illes, especialment al sud, amb l'arxipèlag Alexander; i l'oest, amb les illes Aleutianes, les quals s'estenen durant centenars de quilòmetres a continuació de la península d'Alaska fins a tocar. Això explica que disposi de fins a 54.720 km de línia costanera. L'illa més gran de l'estat és l'illa del Príncep de Gal·les, amb 6.675 km².
El nombre de llacs s'estima en més de tres milions, sent els més grans l'Iliamna (2.622 km²) i el Becharof (1.170 km²). Les glaceres cobreixen uns 41.000 km² terrestres i 3.100 km² de zona marina. El complex de la glacera Bering, al límit amb el Yukon cobreix per si sol 5.827 km².

### Rius
El nombre de cursos d'aigua a Alaska és superior als 12.000, dels quals 9.728 tenen nom segons el United States Geological Survey Geographic Names Information System. El riu Yukon, amb 3.190 km de llarg i una conca de 854.696 km², el més gran de tots.
Els rius d'Alaska desguassen en tres mars o oceans diferents:
- Oceà Àrtic i estret de Bering. Són rius d'entre 100 i 600 km de llargada, marcats per la presència de la serralada Brooks que discorre en paral·lel a la costa. La major part de l'any estan glaçats. Destaquen el Noatak (684 km), el Colville (560 km), el Kobuk (450 km), el Kokolik (320 km) o el Sagavanirktok (298 km), entre els més llargs.
- Mar de Bering. En ell hi desguassen els rius més llargs i cabalosos d'Alaska. Destaca, per damunt de tots, el Yukon amb més de 3.000 km des del seu naixement, al Canadà, i amb una extensa xarxa d'afluents. Altres rius que desguassen al mar de Bering són el Kuskokwim (1.165 km), amb una conca de 120.000 km² i un cabal mitjà de 1.900 m³/s, cosa que el situa en el 9è lloc per cabal mitjà i el 17è per conca dels rius estatunidencs;[6] i el Nushagak (389 km).
- Golf d'Alaska i oceà Pacífic. Són rius majoritàriament curts o molts curts per la presència de nombroses serralades situades en paral·lel i a molt poca distància del mar, com la serralada Aleutiana, la serralada d'Alaska o les Pacific Coast Ranges. Sols destaquen per la seva llargada uns pocs rius, com l'Stikine (610 km), el Susitna (504 km), el Copper (480 km) o l'Alsek (390 km).

## Relleu i geologia
Alaska és una regió amb una activitat sísmica molt important. Alguns dels terratrèmols més forts que s'han registrat els darrers segles han tingut lloc en aquest estat, sent el que va tenir lloc el 27 de març de 1964 a l'estret del Príncep Guillem, amb una magnitud de 9,2 el més gran de tots. Altres terratrèmols destacats foren el de 1965 a les illes Rat, amb una magnitud de 8,7; o el de les illes Aleutianes i les illes Andreanof de 1946 i 1957 amb una magnitud de 8,6.
La península d'Alaska, i per extensió totes les illes Aleutianes, compten amb nombrosos volcans en actiu. Aquests volcans formen part del cinturó de foc del Pacífic i entre ells destaquen el mont Shishaldin (2.857 m), el mont Pavlof (2.518 m), el mont Redoubt (3.108 m) o el mont Spurr (3.374 m). El 1912, una violenta explosió va escapçar 600 metres del mont Katmai.

### Principals serralades
Les principals serralades d'Alaska, amb els seus cims principals, són: 
| Serralada o massís                  | Nom del cim més elevat | Altitud (m) | Coordenadess del cim  |
| ----------------------------------- | ---------------------- | ----------- | --------------------- |
| serralada Brooks                    | mont Chamberlin        | 2.749       | 68° 56′ N 151° 55′ W  |
| muntanyes Talkeetna                 | mont Sovereign         | 2.697       | 62° 2′ N 147° 54′ W   |
| muntanyes Wrangell                  | mont Blackburn         | 4.996       | 62° 21′ N 142° 57′ W  |
| muntanyes Chugach                   | mont Marcus Baker      | 4.016       | 61° 2′ N 145° 43′ W   |
| muntanyes Kenai                     | Truuli Peak            | 2.015       | 60° 6′ N 149° 59′ W   |
| Alaska Range                        | mont McKinley          | 6.194       | 62° 54′ N 149° 51′ W  |
| Aleutian Range                      | mont Redoubt           | 3.108       | 58° 0′ N 157° 33′ W   |
| muntanyes Saint Elias               | mont Logan             | 5.956       | 60° 6′ N 139° 6′ W    |
| muntanyes Kuskokwim                 | Dillingham High Point  | 1.600       | 61° 48′ N 158° 4′ W   |
| serralades de la peninsula d'Alaska | mont Veniaminof        | 2.507       | 57° 10′ N 158° 19′ W  |
| muntanyes Tordrillo                 | mont Torbert           | 3.479       | 61° 27′ N 151° 41′ W  |
| serralada Fairweather               | mont Fairweather       | 4.671       | 58° 50′ N 137° 19′ W  |
| muntanyes De Long                   | Black Mountain         | 1.530       | 68° 32′ N; 162° 48′ W |
| muntanyes Baird                     | mont Angayukaqsraq     | 1.433       | 67° 20′ N 160° 24′ W  |
| muntanyes Schwatka                  | mont Igikpak           | 2.523       | 67° 21′ N 155° 49′ W  |
| muntanyes Endicott                  | mont Thibodeaux        | 2.298       | 68° 22′ N 152° 14′ W  |
| muntanyes Philip Smith              | Cloud Peak             | 2.414       | 68° 33′ N 148° 14′ W  |

## Clima

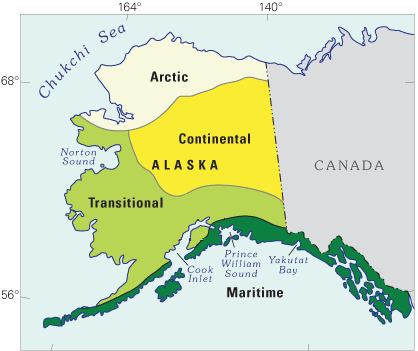
Mapa amb la distribució de les diferents zones climàtiques d'Alaska.

En general, el clima d'Alaska es caracteritza per un hivern fred i llarg i un estiu curt i fresc, tot i que hi ha grans diferències segons la situació geogràfica.
El clima del sud-est d'Alaska és un clima atlàntic en latituds mitjanes (Classificació climàtica de Köppen: Cfb) d'alguns sectors del sud i clima marítim subàrtic (Köppen Cfc) al nord de les anteriors. Aquestes regions són les més humides i càlides d'Alaska, amb temperatures més suaus a l'hivern i altes precipitacions durant tot l'any. Juneau té una mitjana de precipitació de 1.300 mm/any i Ketchikan mitjanes d'uns 3.800 mm/any. Aquesta és l'única regió d'Alaska amb una temperatura mitjana diària positiva durant els mesos d'hiverns.
El clima de l'oest d'Alaska ve marcat pel mar de Bering i el golf d'Alaska. Es tracta d'un clima oceànic subàrtic al sud-oest i un clima subàrtic continental més al nord, amb unes temperatures menors com més al nord. Aquesta zona compta amb grans diferències de precipitació. Així, el nord de la península de Seward és tècnicament un desert amb menys de 250 mm de precipitació anual, mentre algunes localitats entre Dillingham i Bethel recullen uns 2.500 mm de precipitació.
El clima de l'interior d'Alaska és extrem i és el millor exemple d'un veritable clima subàrtic. Algunes de les temperatures més altres i més baixes d'Alaska s'han recollit prop de Fairbanks. A l'estiu es pot arribar als 34 °C, mentre a l'hivern la temperatura pot arribar a baixar fins als -50 °C.
El clima a l'extrem nord d'Alaska és un clima polar (Köppen ET) amb llargs i freds hiverns i estius curts i frescos. Fins i tot la temperatura mínima mitjana del juliol se situa lleugerament per sobre els zero graus a Barrow (1.1 °C) i la neu pot caure en qualsevol mes de l'any.
Dades climàtiques de Barrow (9 msnm, 71°3 N / 156°8 W):
| Mes                    | Gen   | Fev   | Mar   | Abr | Mai  | Jun | Jul  | Ago  | Set  | Oct   | Nov   | Des |
| ---------------------- | ----- | ----- | ----- | --- | ---- | --- | ---- | ---- | ---- | ----- | ----- | --- |
| Temperatures (en °C)   | -25,2 | -27,7 | -26,2 | -19 | -7,1 | 1,1 | 4,1  | 3,3  | -0,8 | -10,3 | -18,7 | -24 |
| Precipitacions (en mm) | 4,3   | 3,8   | 4,3   | 5,1 | 4,1  | 7,1 | 23,9 | 24,4 | 15,2 | 11,4  | 6,4   | 4,1 |

Dades climàtiques de Juneau (3 msnm, 58°4 N / 134°6 W
| Mes                    | Gen   | Fev  | Mar  | Abr  | Mai  | Jun  | Jul   | Ago   | Set   | Oct   | Nov   | Des   |
| ---------------------- | ----- | ---- | ---- | ---- | ---- | ---- | ----- | ----- | ----- | ----- | ----- | ----- |
| Temperatures (en °C)   | -4,3  | -2   | 0,4  | 4,3  | 8,3  | 11,7 | 13,3  | 12,8  | 9,7   | 5,7   | 0,0   | -2,7  |
| Precipitacions (en mm) | 115,3 | 95,3 | 83,3 | 70,4 | 86,9 | 80,0 | 105,7 | 135,1 | 170,9 | 199,1 | 127,7 | 112,8 |